# Т-21
Т-21 — опытная советская танкетка межвоенного периода, разработанная на основе танкетки Т-17 в 1929-1930 годах. Прототип построен не был, проект остался на бумаге.

## История создания
В 1929 году началось проектирование нескольких танкеток сопровождения, одной из них и стала Т-21, спроектированной в 1930 году.
Проект предполагал наличие двух членов экипажа, но ходовая часть, трансмиссия, двигатель и корпус практически без изменений перешли от Т-17. Рассмотрение проекта Т-21 состоялось в начале 1930 г., однако расчетная скорость и ходовые характеристики танкетки посчитали недостаточными, из-за чего данный проект был отменён.